# Красный Лиман (Покровский район)
Красный Лиман (укр. Красний Лиман) — село на Украине, находится в Покровском районе Донецкой области.
Население по переписи 2001 года составляет 592 человека. Почтовый индекс — 85311. Телефонный код — 623.